# エクアドル海軍艦艇一覧
エクアドル海軍艦艇一覧（エクアドルかいぐんかんていいちらん）は、エクアドル共和国海軍が過去保有した、または現在保有する、または将来保有する予定の、未完成・計画中止を含めた歴代艦艇一覧である。
凡例

## 現有勢力（2024年現在）
- 国防予算：16億7,000万ドル[1]
- 海軍人員：9,130名（海兵隊、コーストガードを含む）[1]
- 艦船隻数：24隻（排水量20t以上）[1]

潜水艦×2
フリゲート×2
コルベット×6
ミサイル艇×3
練習艦×1
測量艦艇×2
給水艦×2
武器輸送艦×1
輸送艦×3
航洋曳船×2
- 航空機数：26機[1]

艦載ヘリコプター×11
陸上固定翼機×15
- コースト・ガード：船艇17隻[1]

## 艦艇一覧（近代海軍以前）

### 砲艦
- （Cotopaxi） - 1884年、2門
- カトパリ（Catopari） ※ 旧・仏『（Papin）』 - 1900年、??門
- ヌエベ・デ・フリオ（Nueve de Julio[2]） ※ 旧・仏『（Inconstant）』 - 1900年、??門
- トゥングラワ（Tungurahua） - ??年、??門

## 艦艇一覧（近代海軍）

### 水上戦闘艦

#### 巡洋艦
水雷巡洋艦・水雷砲艦
- （Libertador Bolivar） - 1隻

#### フリゲート
- 旧・智『リアンダー』型 - 2隻[1]

『プレジデンテ・エロイ・アルファーロ』（FM-01 Presidente Eloy Alfaro） ※ 旧・『アルミランテ・コンデル』（Almirante Condell）
『モラン・バルベルデ』（FM-02 Morán Valverde） ※ 旧・『アルミランテ・リンチ』（Almirante Lynch）

### 哨戒艦艇

#### 哨戒・警備艦艇
砲艦
- （Tungurahua） - 1隻

水雷艇
- （Tarqui） - 1隻

#### 高速戦闘艇
ミサイル艇
- キト級ミサイル艇 - 3隻

『キト』（LM-21 Quito）、『グアヤキル』（LM-23 Guayaquil）、『クエンカ』（LM-24 Cuenca）

### 潜水艦

#### 通常動力型潜水艦
第二次世界大戦以降の潜水艦
- 独『209/1300』型 - 2隻[1]

『シリ』（S-101 Shyri）
『ウアンカビルカ』（S-102 Huancavilca）

## 関連組織所属船艇

### コーストガード

#### 警備救難業務用船艇
巡視船
- （Patria） - 1隻